# امیدعلی پارسا
امیدعلی پارسا (زادهٔ ۱۳۴۶ در پلدختر) اقتصاددان ایرانی و سرپرست امور برنامه و بودجه استان‌های سازمان برنامه و بودجه کشور از شهریور ۱۴۰۳ است. وی پیش‌تر رئیس سازمان امور مالیاتی کشور ورئیس مرکز آمار ایران بوده‌است.